# Amir Ružnić
Amir Ružnić, slovenski nogometaš in zastopnik, * 30. oktober 1972.
Ružnić je večji del kariere igral v slovenski ligi za klube Izola, Maribor, Primorje, Koper in Domžale. Skupno je v prvi slovenski ligi odigral 179 prvenstvenih tekem in dosegel osem golov. Krajši čas je igral tudi za italijansko Pescaro v Serie B.
Za slovensko reprezentanco je nastopil 3. junija 1992 na prijateljski tekmi proti estonski reprezentanci.
Kot športni zastopnik vodi ali je vodil kariere slovenskih nogometašev Josipa Iličića, Jasmina Kurtića, Armina Bačinovića, Daliborja Volaša in Aleksandra Rajčevića, Roberta Berića, Aleša Mertelja, Aljaža Struno, Sinišo Anđelkovića, Luko Krajnca, Elvisa Bratanovića, Aneja Lovrečiča, Jasmina Handanoviča in  Antona Žlogarja.